# Nazionale maschile di calcio di Trinidad e Tobago
La nazionale di calcio di Trinidad e Tobago è la rappresentativa nazionale calcistica delle omonime isole caraibiche ed è posta sotto l'egida della Trinidad and Tobago Football Association. Fondata nel 1908, dal 1963 aderisce alla FIFA.
La nazionale caraibica annovera nella sua storia una partecipazione al campionato mondiale di calcio, nell'edizione del 2006, alla quale si qualificò sconfiggendo in uno spareggio il Bahrein. È la rappresentativa della nazione più piccola in termini di estensione territoriale (e la seconda, dopo l'Islanda, per popolazione) ad aver preso parte alla fase finale della Coppa del mondo.
Nella classifica mondiale della FIFA, istituita nell'agosto 1993, ha raggiunto quale miglior piazzamento il 25º posto nel giugno 2001, mentre il peggiore è il 106º posto dell'ottobre 2010. Occupa attualmente la 102ª posizione della graduatoria.

## Storia
Il palmarès di Trinidad e Tobago conta dieci vittorie tra campionati caraibici di calcio (2) e Coppe dei Caraibi (8) in ventitré partecipazioni (entrambi costituiscono un primato per tale competizione). La nazionale ha vinto inoltre la medaglia d'argento al campionato CONCACAF 1973 e ha ottenuto nel torneo due terzi posti, uno al campionato CONCACAF 1989 e uno alla Gold Cup 2000.
 I migliori risultati colti dalla selezione trinidadiana sono arrivati tra la fine degli anni novanta e gli anni duemila, di pari passo con l'ascesa del suo miglior giocatore, Dwight Yorke.

### La storica qualificazione al campionato del mondo del 2006
La prima partecipazione alla fase di qualificazione del campionato mondiale di calcio risale alle eliminatorie dell'edizione del 1966; in seguito, la nazionale sfiorò l'accesso alla fase finale nelle edizioni 1974 (dove venne sopravanzata da Haiti) e 1990 (dove fu sconfitta in casa dagli Stati Uniti all'ultima giornata del girone eliminatorio).
La prima e sinora unica qualificazione alla Coppa del mondo della nazionale trinidadiana arrivò nel 2005: nel mese di aprile la Federazione calcistica di Trinidad e Tobago (a seguito di una sconfitta per 5-1 in trasferta contro il Guatemala e di un pareggio interno per 0-0 contro la Costa Rica) esonerò il commissario tecnico Bertille Saint Clair, sostituendolo con Leo Beenhakker. L'esperto tecnico olandese riuscì a rivitalizzare la selezione nazionale capitanata da Dwight Yorke, portandola a concludere il girone eliminatorio CONCACAF al quarto posto (alle spalle di Stati Uniti, Messico e Costa Rica, direttamente qualificate), che valse l'accesso allo spareggio interzonale contro una nazionale asiatica, nella fattispecie il Bahrein. I caraibici, dopo avere pareggiato per 1-1 a Port of Spain, il 16 novembre 2005 sconfissero la selezione dell'emirato per 1-0 a Manama (gol di Dennis Lawrence all'inizio della seconda frazione di gioco), guadagnando un posto tra le 32 finaliste di Germania 2006.
L'impresa dei Soca Warriors fu accolta trionfalmente in patria: la notte del 16 novembre una grande folla festante invase le strade principali della capitale Port of Spain e il 17 novembre 2005 il primo ministro in carica Patrick Manning tenne un discorso in parlamento, proclamando una festa nazionale per il giorno successivo.

### Coppa del mondo 2006
Trinidad e Tobago fu la quarta nazionale caraibica di calcio a qualificarsi alla fase finale di un campionato mondiale, dopo Cuba (che nel 1938 eliminò a sorpresa la Romania agli ottavi di finale prima di essere sconfitta per 8-0 dalla Svezia ai quarti), Haiti (che nel 1974 rimediò tre sconfitte al primo turno, contro Italia, Polonia e Argentina) e Giamaica (che nel 1998 rimediò due sconfitte nel girone, contro Croazia e Argentina, e una vittoria contro il Giappone).
Al sorteggio dei gironi i Soca Warriors furono inseriti in quarta fascia, e finirono nel gruppo B insieme a Svezia, Paraguay e Inghilterra.

#### Trinidad e Tobago-Svezia
Trinidad e Tobago - Svezia 
Trinidad e Tobago: Hislop; Gray, Sancho, Lawrence, John; Yorke (C); Edwards, Birchall, Theobald (66' Whitley), Samuel (52' Glen); John. Allenatore: Beenhakker.
Svezia: Shaaban; Alexandersson, Mellberg (C), Lučić, Edman; Wilhelmsson (78' Jonson), Linderoth (78' Källström), Svensson (62' Allbäck), Ljungberg; Ibrahimović, Larsson. Allenatore: Lagerbäck.
Arbitro:  Shamsul Maidin
Marcatore: -
Nella partita d'esordio a Germania 2006, Trinidad e Tobago incontrò la Svezia, che impostò la partita su ritmi lenti, forse confidando di risolvere facilmente il risultato a proprio favore. La prima occasione fu per Zlatan Ibrahimović, che al 14' concluse con una rovesciata. Al 34' Trinidad e Tobago sfiorò il gol con un tiro di Carlos Edwards parato da Rami Shaaban. Gli scandinavi si riproposero in attacco attorno al 39', con un colpo di testa fuori misura di Larsson e due tiri di Christian Wilhelmsson e Ibrahimović, entrambi intercettati da Hislop.
In apertura di ripresa la squadra di Beenhakker rimase in dieci uomini per un fallo commesso dal già ammonito Avery John. Il CT caraibico decise allora di togliere il centrocampista Collin Samuel, sostituendolo con la punta Cornell Glen, che al 59' centra un palo. La Svezia prova ad alzare il ritmo, ma non risultò precisa in fase di finalizzazione. Hislop nel frattempo parò altre due conclusioni di Ibrahimović e Marcus Allbäck, rispettivamente al 60' ed all'80'. All'83' Fredrik Ljungberg servì un buon assist ad Allbäck, che tuttavia mancò la deviazione vincente.
Nel finale Lars Lagerbäck giunse a schierare quattro punte contemporaneamente, ma il risultato rimase fermo sullo 0-0 fino al termine della partita. Trinidad e Tobago guadagnò così il primo punto della propria storia nella fase finale di un campionato del mondo.

#### Inghilterra-Trinidad e Tobago
La seconda partita del girone oppone i Soca warriors all'Inghilterra. Il CT degli inglesi Sven-Göran Eriksson dovette rinunciare a Gary Neville per un problema al polpaccio, ma ritrovò Michael James Owen, anche se non al meglio della condizione. Beenhakker, invece, perse Marvin Andrews per infortunio. Le squadre si schierarono rispettivamente con modulo 4-4-2 e 5-4-1.
Al 5' Owen non riuscì a mettere in rete una palla malamente respinta da Hislop sul tiro di Frank Lampard. Al 15' Crouch con una spaccata deviò un tiro verso la porta, ma Hislop intercettò. Trinidad e Tobago si difese con ordine e per gli inglesi fu molto difficile trovare spazi. Al 35' ci provò Lampard, ma la mira fu imprecisa. Al 38' Trinidad andò in attacco con Stern John, che però non riuscì ad approfittare di un'errata uscita di Paul Robinson. Al 42' Lampard sciupò un'ottima occasione da gol, poi Crouch tirò alto sulla traversa da posizione favorevole. Il primo tempo si chiuse con un nuovo errore in uscita di Robinson, "tamponato" da John Terry, che salvò la palla sulla linea di porta con una rovesciata. Nella ripresa l'Inghilterra proseguì ad attaccare: Owen mancò il bersaglio su colpo di testa ed Eriksson decise di schierare Wayne Rooney, reduce dalla frattura del quarto metatarso di due mesi prima. Crouch ci riprovò al 66' con un colpo di testa (che finì a lato della porta), mentre Lampard non tirò con precisione. All'83' fu David Beckham a servire un bel cross a Crouch, che di testa segnò il gol dell'1-0. Trinidad tentò una reazione, ma al 91' Gerrard concluse con un sinistro dalla distanza, che si infilò all'incrocio dei pali per il 2-0. Un minuto dopo anche Trinidad andò in gol, ma il colpo di tacco di John era viziato da fuorigioco. La partita finì dunque 2-0: l'Inghilterra (che aveva battuto all'esordio il Paraguay) si qualificò agli ottavi di finale, ma la squadra di Leo Beenhakker uscì dal campo tra gli applausi.

#### Paraguay-Trinidad e Tobago
Per sperare nella qualificazione, Trinidad e Tobago si vide costretto a battere il Paraguay e dovette sperare che la Svezia fosse sconfitta dall'Inghilterra. A sorpresa, Leo Beenhakker rinunciò al portiere Hislop, dando fiducia a Kelvin Jack.
Trinidad partì bene, ma la prima occasione fu del Paraguay: Jack al 3' parò un colpo di testa di Roque Santa Cruz. Immediatamente i caraibici risposero andando in attacco con Yorke, il cui tiro fu respinto da Aldo Bobadilla. Il portiere paraguaiano si ripeté al 15' sul calcio piazzato del medesimo attaccante. Proprio nel momento di maggior pressione dei caraibici, passò in vantaggio il Paraguay: sugli sviluppi di una punizione, Brent Sancho si inserì sulla traiettoria di un colpo di testa di Santa Cruz e superò involontariamente il proprio portiere. Trinidad e Tobago accusò il colpo e lasciò campo ai sudamericani, che sfiorarono più volte il raddoppio, vedendosi annullare anche un gol di Denis Caniza per un presunto fallo di mano di Édgar Barreto: l'arbitro Roberto Rosetti fu indeciso sul da farsi e si fidò della decisione del proprio assistente. Al 35' fu Nelson Haedo Valdez ad impegnare Jack, che si oppose col piede su un suo diagonale, ripetendosi poi sul colpo di testa di Valdez. Accanto a lui si mise in evidenza il terzino Densill Theobald, che respinse sulla linea di porta, in pieno recupero, la girata di Carlos Humberto Paredes. Nella ripresa i giocatori di Beenhakker rientrarono in campo più propositivi, ma si rivelarono imprecisi nel finalizzare. Il Paraguay, più pratico, si rese spesso pericoloso. Jack, tuttavia, fu sempre attento e al 57' respinse un forte tiro di Paredes, che un minuto dopo sbagliò una deviazione di testa da distanza ravvicinata, mettendo il pallone al lato. La pressione della squadra di Ruiz fu sempre più costante, ma Jack continuò ad opporsi efficacemente: nel giro di un minuto, l'estremo difensore caraibico rispose con i pugni alle conclusioni dalla distanza di Valdez e Barreto. Nel finale il ritmo calò nettamente: il Paraguay continuò ad andare alla ricerca del gol, ma Trinidad rispose ed iniziò a gettarsi verso la porta di Bobadilla, che comunque non fu mai chiamato davvero in causa. Nei minuti conclusivi il Paraguay riuscì a raddoppiare con Cuevas, servito da Santa Cruz, che beffò Jack con un diagonale preciso.
La gara si concluse sul 2-0 e la nazionale di Trinidad e Tobago fu eliminata, uscendo però, a testa alta da un girone difficile.

### Qualificazioni alla Coppa del mondo 2010
Il cammino di Trinidad e Tobago verso il campionato mondiale di calcio 2010 inizia al secondo turno delle qualificazioni per la zona CONCACAF, nello specifico contro le Bermuda. Trinidad e Tobago perde la gara d'andata in casa per 1–2, per poi vincere il ritorno in trasferta per 2–0 ed accedere così al terzo turno. I Soca Warriors vengono inseriti nel gruppo 1, insieme a Stati Uniti, Guatemala e Cuba e concludono il girone al secondo posto, con 11 punti in 6 gare, qualificandosi al quarto e ultimo turno. Tale fase prevede un girone unico insieme a Costa Rica, El Salvador, Honduras, Messico e Stati Uniti. Trinidad e Tobago esordisce pareggiando 2–2 con El Salvador (dopo aver a lungo condotto la gara per 2–0) e 1–1 con l'Honduras, per poi inanellare tre sconfitte contro Stati Uniti, Costa Rica e Messico; i Soca Warriors si ritrovano quindi a fondo classifica, con 2 punti in 5 partite. Al sesto incontro riescono a battere El Salvador 1–0, ma successivamente perdono contro Honduras e Stati Uniti, vanificando le velleità di qualificazione alla fase finale.

#### Qualificazioni alla Coppa del mondo 2014
La nazionale di Trinidad e Tobago iniziò l'avvicinamento al campionato mondiale di calcio 2014 al secondo turno delle qualificazioni per la zona CONCACAF, dove fu inserita in un girone con Guyana, Bermuda e Barbados. I Soca Warriors batterono in sequenza Bermuda (1-0) e Barbados (2-0); il 7 ottobre 2011, tuttavia, persero contro Bermuda per 2-1. In seguito conseguirono una nuova vittoria contro le Barbados per 4-0 (con una tripletta di Lester Peltier). Prima delle ultime due partite del girone, Trinidad e Tobago si trovò quindi al secondo posto, alle spalle della Guyana. Dato che solo la prima classificata avrebbe superato il "taglio", i Soca Warriors si videro obbligati a raccogliere almeno 4 punti nel doppio scontro diretto con la capolista. La gara d'andata si giocò in Guyana l'11 novembre 2011. I padroni di casa andarono due volte a rete, con Ricky Shakes e Leon Cort; Kenwyne Jones accorciò le distanze nel finale, fissando il risultato sul 2-1. La sconfitta sancì l'eliminazione di Trinidad e Tobago dalle qualificazioni al mondiale 2014; il 12 gennaio 2012 il commissario tecnico Otto Pfister, ritenuto responsabile del peggior risultato in una qualificazione mondiale dal 1994, fu esonerato.

#### Qualificazioni alla Coppa del mondo 2018
Le qualificazioni al campionato del mondo 2018 videro Trinidad e Tobago partire dal quarto turno delle eliminatorie CONCACAF. Grazie al secondo posto nel girone vinto dagli Stati Uniti, ottenuto lasciandosi alle spalle Guatemala e Saint Vincent e Grenadine, i trinidadiani ebbero accesso al quinto turno, il cosiddetto "esagonale" (girone da sei squadre). Qui si piazzarono ultimi, con 2 vittorie e 8 sconfitte in 10 partite, non riuscendo a qualificarsi a Russia 2018, ma, già eliminati, riuscirono a vincere all'ultima giornata contro gli Stati Uniti, sancendo così anche l'eliminazione della nazionale a stelle e strisce dalla rassegna mondiale.

## Partecipazioni ai tornei internazionali
Legenda: Grassetto: Risultato migliore, Corsivo: Mancate partecipazioni

### Campionato CONCACAF
I Soca Warriors hanno partecipato al Campionato CONCACAF, l'antenato della Gold Cup, per sei volte, raggiungendo come miglior piazzamento la seconda posizione nel 1973.

### Coppa dei Caraibi
La selezione trinidadiana ha disputato la Coppa dei Caraibi in ventitré occasioni, vincendola dieci volte (entrambe le statistiche costituiscono un primato per tale manifestazione).

### Giochi panamericani
La nazionale di Trinidad e Tobago ha partecipato ai Giochi panamericani in otto occasioni (cinque prima del 1999, da quando cioè è obbligatorio utilizzare una rappresentativa giovanile), centrando un bronzo nel 1967.

## Statistiche dettagliate sui tornei internazionali

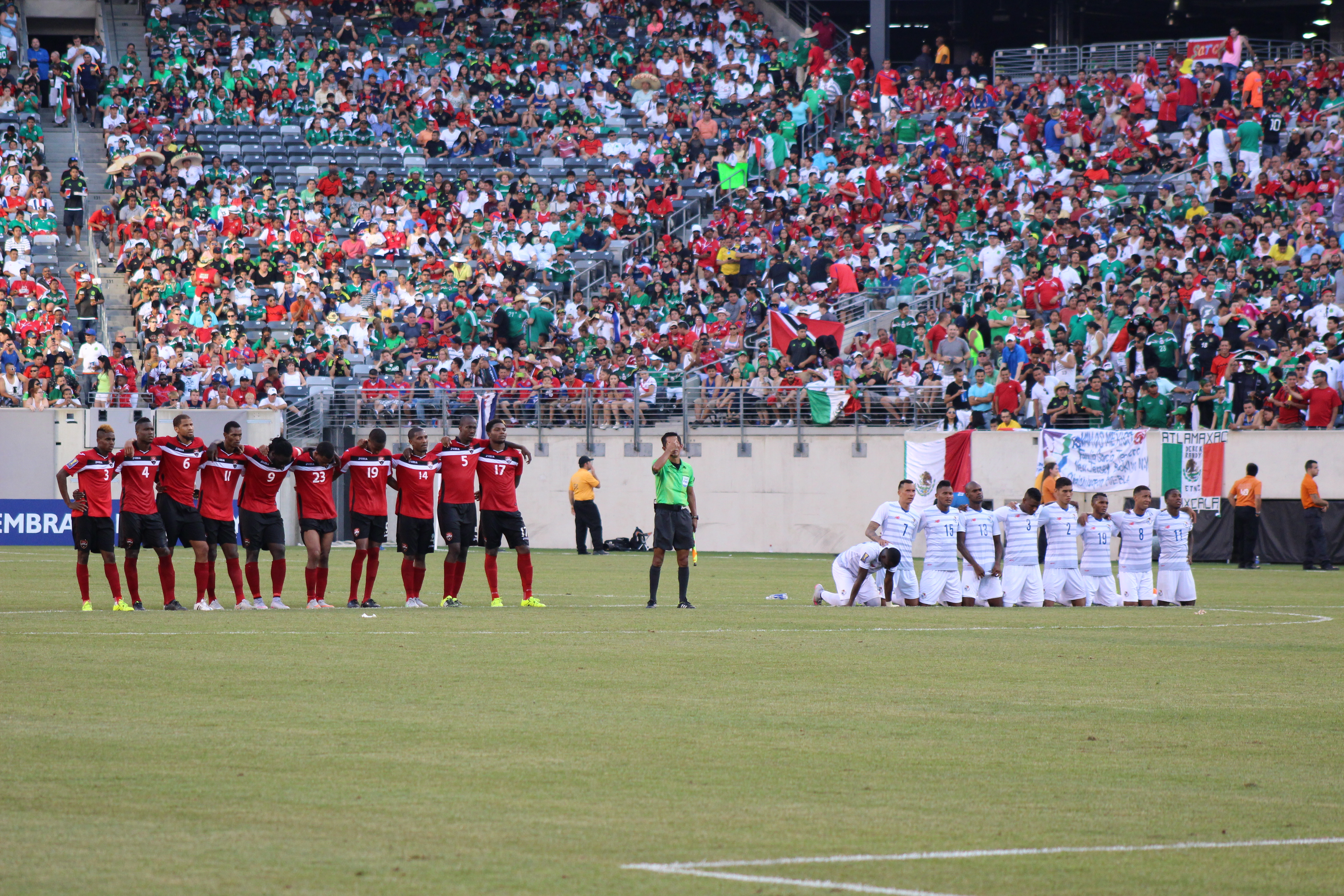
La nazionale di Trinidad e Tobago durante i tiri di rigore contro nei quarti di finale della Gold Cup nel 2015

### Mondiali
| Anno | Luogo                    | Piazzamento      | V | N | P | Gol |
| ---- | ------------------------ | ---------------- | - | - | - | --- |
| 1930 | Uruguay                  | Non partecipante | - | - | - | -   |
| 1934 | Italia                   | Non partecipante | - | - | - | -   |
| 1938 | Francia                  | Non partecipante | - | - | - | -   |
| 1950 | Brasile                  | Non partecipante | - | - | - | -   |
| 1954 | Svizzera                 | Non partecipante | - | - | - | -   |
| 1958 | Svezia                   | Non partecipante | - | - | - | -   |
| 1962 | Cile                     | Non partecipante | - | - | - | -   |
| 1966 | Inghilterra              | Non qualificata  | - | - | - | -   |
| 1970 | Messico                  | Non qualificata  | - | - | - | -   |
| 1974 | Germania Ovest           | Non qualificata  | - | - | - | -   |
| 1978 | Argentina                | Non qualificata  | - | - | - | -   |
| 1982 | Spagna                   | Non qualificata  | - | - | - | -   |
| 1986 | Messico                  | Non qualificata  | - | - | - | -   |
| 1990 | Italia                   | Non qualificata  | - | - | - | -   |
| 1994 | Stati Uniti              | Non qualificata  | - | - | - | -   |
| 1998 | Francia                  | Non qualificata  | - | - | - | -   |
| 2002 | Giappone / Corea del Sud | Non qualificata  | - | - | - | -   |
| 2006 | Germania                 | Primo turno      | 0 | 1 | 2 | 0:4 |
| 2010 | Sudafrica                | Non qualificata  | - | - | - | -   |
| 2014 | Brasile                  | Non qualificata  | - | - | - | -   |
| 2018 | Russia                   | Non qualificata  | - | - | - | -   |
| 2022 | Qatar                    | Non qualificata  | - | - | - | -   |

### Campionato CONCACAF/Gold Cup
| Anno | Luogo                               | Piazzamento                         | V | N | P | Gol  |
| ---- | ----------------------------------- | ----------------------------------- | - | - | - | ---- |
| 1963 | El Salvador                         | Non partecipante                    | - | - | - | -    |
| 1965 | Guatemala                           | Ritirata prima delle qualificazioni | - | - | - | -    |
| 1967 | Honduras                            | Quarto posto                        | 2 | 0 | 3 | 6:10 |
| 1969 | Costa Rica                          | Quinto posto                        | 1 | 1 | 4 | 4:12 |
| 1971 | Trinidad e Tobago                   | Quinto posto                        | 1 | 2 | 2 | 6:13 |
| 1973 | Haiti                               | Secondo posto                       | 3 | 0 | 2 | 11:4 |
| 1977 | Messico                             | Non qualificata                     | - | - | - | -    |
| 1981 | Honduras                            | Non qualificata                     | - | - | - | -    |
| 1985 | Itinerante                          | Primo turno                         | 0 | 1 | 3 | 2:7  |
| 1989 | Itinerante                          | Terzo posto                         | 3 | 3 | 2 | 7:5  |
| 1991 | Stati Uniti                         | Primo turno                         | 1 | 0 | 2 | 3:4  |
| 1993 | Stati Uniti / Messico               | Non qualificata                     | - | - | - | -    |
| 1996 | Stati Uniti                         | Primo turno                         | 0 | 0 | 2 | 4:6  |
| 1998 | Stati Uniti                         | Primo turno                         | 1 | 0 | 1 | 5:5  |
| 2000 | Stati Uniti                         | Terzo posto                         | 2 | 0 | 2 | 6:8  |
| 2002 | Stati Uniti                         | Primo turno                         | 0 | 1 | 1 | 1:2  |
| 2003 | Stati Uniti / Messico               | Non qualificata                     | - | - | - | -    |
| 2005 | Stati Uniti                         | Primo turno                         | 0 | 2 | 1 | 3:5  |
| 2007 | Stati Uniti                         | Primo turno                         | 0 | 1 | 2 | 2:5  |
| 2009 | Stati Uniti                         | Non qualificata                     | - | - | - | -    |
| 2011 | Stati Uniti                         | Non qualificata                     | - | - | - | -    |
| 2013 | Stati Uniti                         | Quarti di finale                    | 1 | 1 | 2 | 4:5  |
| 2015 | Stati Uniti / Canada                | Quarti di finale                    | 2 | 2 | 0 | 10:6 |
| 2017 | Stati Uniti                         | Non qualificata                     | - | - | - | -    |
| 2019 | Stati Uniti / Costa Rica / Giamaica | Primo turno                         | 0 | 1 | 2 | 1:9  |
| 2021 | Stati Uniti                         | Primo turno                         | 0 | 2 | 1 | 1:3  |
| 2023 | Stati Uniti / Canada                | Primo turno                         | 1 | 0 | 2 | 4:10 |
| 2025 | Stati Uniti / Canada                | Primo turno                         | 0 | 1 | 2 | 2:7  |

### Olimpiadi
| Anno | Luogo     | Piazzamento      | V | N | P | Gol |
| ---- | --------- | ---------------- | - | - | - | --- |
| 1908 | Londra    | Non partecipante | - | - | - | -   |
| 1912 | Stoccolma | Non partecipante | - | - | - | -   |
| 1920 | Anversa   | Non partecipante | - | - | - | -   |
| 1924 | Parigi    | Non partecipante | - | - | - | -   |
| 1928 | Amsterdam | Non partecipante | - | - | - | -   |
| 1936 | Berlino   | Non partecipante | - | - | - | -   |
| 1948 | Londra    | Non partecipante | - | - | - | -   |

- Nota bene: per le informazioni sui risultati ai Giochi olimpici nelle edizioni successive al 1948 visionare la pagina della nazionale olimpica.

### Confederations Cup
| Anno | Luogo                    | Piazzamento     | V | N | P | Gol |
| ---- | ------------------------ | --------------- | - | - | - | --- |
| 1992 | Arabia Saudita           | Non invitata    | - | - | - | -   |
| 1995 | Arabia Saudita           | Non invitata    | - | - | - | -   |
| 1997 | Arabia Saudita           | Non qualificata | - | - | - | -   |
| 1999 | Messico                  | Non qualificata | - | - | - | -   |
| 2001 | Corea del Sud / Giappone | Non qualificata | - | - | - | -   |
| 2003 | Francia                  | Non qualificata | - | - | - | -   |
| 2005 | Germania                 | Non qualificata | - | - | - | -   |
| 2009 | Sudafrica                | Non qualificata | - | - | - | -   |
| 2013 | Brasile                  | Non qualificata | - | - | - | -   |
| 2017 | Russia                   | Non qualificata | - | - | - | -   |

### Coppa dei Caraibi
| Anno | Luogo                                   | Piazzamento     | V | N | P | Gol   |
| ---- | --------------------------------------- | --------------- | - | - | - | ----- |
| 1978 | Trinidad e Tobago                       | Secondo posto   | 1 | 1 | 1 | 5:4   |
| 1979 | Suriname                                | Quarto posto    | 0 | 0 | 3 | 1:6   |
| 1981 | Porto Rico                              | Campione        | 3 | 0 | 0 | 10:0  |
| 1983 | Guyana francese                         | Secondo posto   | 2 | 0 | 1 | 4:4   |
| 1985 | Barbados                                | Non qualificata | - | - | - | -     |
| 1988 | Martinica                               | Campione        | 2 | 1 | 0 | 7:1   |
| 1989 | Barbados                                | Campione        | 2 | 0 | 1 | 5:3   |
| 1990 | Trinidad e Tobago                       | Non terminata   | 1 | 1 | 0 | 5:0   |
| 1991 | Giamaica                                | Secondo posto   | 3 | 0 | 2 | 12:5  |
| 1992 | Trinidad e Tobago                       | Campione        | 5 | 0 | 0 | 14:2  |
| 1993 | Giamaica                                | Terzo posto     | 2 | 1 | 2 | 10:10 |
| 1994 | Trinidad e Tobago                       | Campione        | 4 | 1 | 0 | 17:4  |
| 1995 | Isole Cayman / Giamaica                 | Campione        | 4 | 0 | 1 | 21:3  |
| 1996 | Trinidad e Tobago                       | Campione        | 5 | 0 | 0 | 13:2  |
| 1997 | Antigua e Barbuda / Saint Kitts e Nevis | Campione        | 2 | 1 | 1 | 9:3   |
| 1998 | Giamaica / Trinidad e Tobago            | Secondo posto   | 4 | 0 | 1 | 18:6  |
| 1999 | Trinidad e Tobago                       | Campione        | 5 | 0 | 0 | 19:4  |
| 2001 | Trinidad e Tobago                       | Campione        | 4 | 0 | 1 | 13:3  |
| 2005 | Barbados                                | Terzo posto     | 1 | 0 | 2 | 5:6   |
| 2007 | Trinidad e Tobago                       | Secondo posto   | 3 | 1 | 1 | 13:6  |
| 2008 | Giamaica                                | Primo turno     | 1 | 1 | 1 | 4:4   |
| 2010 | Martinica                               | Primo turno     | 1 | 0 | 2 | 1:3   |
| 2012 | Antigua e Barbuda                       | Secondo posto   | 1 | 2 | 2 | 3:5   |
| 2014 | Giamaica                                | Secondo posto   | 2 | 2 | 0 | 7:4   |
| 2017 | Martinica                               | Non qualificata | - | - | - | -     |

### Giochi panamericani
| Anno | Luogo             | Piazzamento   | V | N | P | Gol  |
| ---- | ----------------- | ------------- | - | - | - | ---- |
| 1967 | Winnipeg          | Terzo posto   | 3 | 1 | 1 | 12:7 |
| 1971 | Cali              | Quarto posto  | 2 | 1 | 2 | 10:7 |
| 1975 | Città del Messico | Secondo turno | 1 | 0 | 4 | 4:21 |
| 1987 | Indianapolis      | Primo turno   | 0 | 0 | 3 | 1:10 |
| 1995 | Mar del Plata     | Primo turno   | 0 | 0 | 3 | 1:7  |

## Palmarès

### Competizioni continentali
- Campionato CONCACAF
  -  Secondo posto (1): 1973
  -  Terzo posto (1): 1989
- CONCACAF Gold Cup
  -  Terzo posto (1): 2000

### Competizioni regionali
- Campionato caraibico di calcio
  -  Vincitore (2, record condiviso): 1981, 1988
  -  Secondo posto (2): 1978, 1983
- Coppa dei Caraibi
  -  Vincitore (8, record): 1989, 1992, 1994, 1995, 1996, 1997, 1999, 2001
  -  Secondo posto (5): 1991, 1998, 2007, 2012, 2014
  -  Terzo posto (2): 1993, 2005

### Competizioni minori
- OSN Cup
  -  Terzo posto (1): 2013

## Tutte le rose

### Mondiali
Coppa del Mondo FIFA 20061 Hislop, 2 Cox, 3 A. John, 4 Andrews, 5 Sancho, 6 Lawrence, 7 Birchall, 8 Gray, 9 Whitley, 10 Latapy, 11 Edwards, 12 Samuel, 13 Glen, 14 S. John, 15 Jones, 16 Wise, 17 Charles, 18 Theobald, 19 Yorke, 20 Scotland, 21 Jack, 22 Ince, 23 Wolfe, CT: Beenhakker

### Gold Cup
CONCACAF Gold Cup 19911 Maurice, 2 Elliot-Allen, 3 Solomon, 4 Morris, 5 Faustin, 6 Simmons, 7 Charles, 8 Latapy, 9 Lewis, 10 P. Jones, 11 Thomas, 12 Jamerson, 13 K. Jones, 14 Lee, 15 Clarke, CT: Vidale
CONCACAF Gold Cup 1996P McCommie, P Russell, D Demmin, D Elcock, D Francis, D Garcia, D Julien, D Theodore, D Thomas, C Andrews, C Dwarika, C Faustin, C Latapy, C Nakhid, C Rougier, C St. Louis, A Eve, A Wise, A Yorke, CT: Vraneš
CONCACAF Gold Cup 19981 Russell, 2 A. John, 3 Julien, 4 M. Andrews, 5 Rougier, 6 David, 7 Marcelle, 8 Mason, 9 Prosper, 10 L. Andrews, 11 Nixon, 12 Nakhid, 13 Elcock, 14 S. John, 15 Glasgow, 16 Hutchinson, 17 Saunders, 18 Ince, 19 Shawn David, CT: St. Clair
CONCACAF Gold Cup 20001 Hislop, 2 King, 3 Cox, 4 Andrews, 5 Mauge, 6 David, 7 Wise, 8 Eve, 9 Dwarika, 10 Latapy, 11 Nixon, 12 Nakhid, 13 Elcock, 14 Trotman, 15 Mason, 16 Rahim, 17 Rougier, 19 Yorke, 21 Ince, CT: St. Clair
CONCACAF Gold Cup 20021 Hislop, 3 Saunders, 4 Andrews, 5 Sancho, 6 A. John, 7 Gray, 8 Eve, 9 Dwarika, 10 Carrington, 11 Rahim, 12 Samuel, 13 Elcock, 14 S. John, 15 Mason, 16 Thomas, 17 Whitley, 18 Pierre, 22 Ince, CT: Simões
CONCACAF Gold Cup 20051 Hislop, 2 Charles, 3 A. John, 4 Andrews, 5 Sancho, 6 Lawrence, 7 Birchall, 8 Eve, 9 Whitley, 10 Scotland, 11 Edwards, 12 Rahim, 13 Glen, 14 S. John, 15 Jones, 16 Pierre, 18 Theobald, 19 Spann, 20 Samuel, 21 Jack, 22 Williams, 23 Wolffe, 24 Gray, CT: Beenhakker
CONCACAF Gold Cup 20071 D. Williams, 2 Aguillera, 3 Wolffe, 4 Jack, 5 Thomas, 6 Nickcolson, 7 Noel, 8 Baptiste, 9 McFarlane, 11 Toussaint, 12 Glasgow, 13 Baptiste, 14 Roberts, 15 Pacheco, 16 Spann, 17 Power, 18 Theobald, 19 Daniel, 20 Noreiga, 21 J. Williams, 22 Phillip, 23 Jagdeosingh, CT: Rijsbergen
CONCACAF Gold Cup 20131 Phillip, 3 J. Jones, 5 Mitchell, 6 Cyrus, 7 Birchall, 8 Hyland, 9 K. Jones, 10 Molino, 11 Edwards, 12 Roberts, 13 Glen, 14 Boucaud, 16 Carter, 17 Hoyte, 18 Theobald, 19 Daniel, 20 Power, 21 Williams, 22 John, 23 Gay, 25 David, 26 Gonzales, 27 George, 32 Abu Bakr, CT: Hart
CONCACAF Gold Cup 20151 Phillip, 2 David, 3 J. Jones, 4 Bateau, 5 Cyrus, 6 Abu Bakr, 7 Glenn, 8 Hyland, 9 K. Jones, 10 Plaza, 11 Guerra, 12 Corbin, 13 Cato, 14 Boucaud, 15 James, 16 Winchester, 17 M. Williams, 18 Marshall, 19 George, 20 Cummings, 21 J. Williams, 22 Foncette, 23 Peltier, CT: Hart
CONCACAF Gold Cup 20191 Phillip, 2 David, 3 J. Jones, 4 Hackshaw, 5 Cyrus, 6 Muckette, 7 Cato, 8 Hyland, 9 Winchester, 10 Molino, 11 García, 12 Mitchell, 13 Lewis, 14 Humphrey, 15 Gonzales, 16 A. Jones, 17 M. Williams, 18 Peltier, 19 George, 20 J. Williams, 21 Ranjitsingh, 22 Foncette, 23 Paul, CT: Lawrence
CONCACAF Gold Cup 20211 Phillip, 2 David, 3 Arcia, 4 Peters, 5 Gonzales, 6 Abu Bakr, 7 Telfer, 8 M. Williams, 9 Joseph, 10 Molino, 11 Powder, 12 Lee, 13 Moore, 14 Fortune, 15 Hackshaw, 16 Jones, 17 Garcia, 18 Hodge, 19 Russell, 20 Muckette, 21 Frenderup, 22 Foncette, 23 J. Williams, CT: Eve
CONCACAF Gold Cup 20231 Phillip, 2 David, 3 Jones, 4 Bateau, 5 Archer, 6 Singh, 7 Telfer, 8 Fortune, 9 Corbin, 10 Molino, 11 García, 12 Moses, 13 Gill, 14 Gomez, 15 Hackshaw, 16 Jones, 17 Rampersad, 18 Hodge, 19 Shaw, 20 Auvray, 21 Frenderup, 22 Smith, 23 Khan, CT: Eve
CONCACAF Gold Cup 20251 Phillip, 2 Hospedales, 3 Jones, 4 Trimmingham, 5 I. Garcia, 6 Raymond, 7 Yeates, 8 Phillips, 9 James, 10 Molino, 11 L. García, 12 Lee, 13 Spicer, 14 Frederick, 15 Sealy, 16 Jones, 17 Cardines, 18 Rampersad, 19 Fortune, 20 Gill, 21 St. Hillaire, 22 Smith, 23 Thomas, 24 Leacock, 25 Bateau, 26 Powder, CT: Yorke

## Rosa attuale
Lista dei giocatori convocati per la CONCACAF Gold Cup 2025.
Presenze e reti aggiornate al 22 giugno 2025, al termine della sfida contro l'Arabia Saudita, dopo la quale sono stati eliminati dalla competizione.
|  | P | Marvin Phillip      | 1º agosto 1984    | 100 | 0  | Template:CalcioPort of Spain |  |  |
|  | P | Denzil Smith        | 12 ottobre 1999   | 19  | 0  | AV Alta                      |  |  |
|  | P | Jabari St. Hillaire | 19 novembre 1999  | 3   | 0  | Defence Force                |  |  |
|  |   |                     |                   |     |    |                              |  |  |
|  | D | Joevin Jones        | 3 agosto 1991     | 102 | 14 | Police FC                    |  |  |
|  | D | Alvin Jones         | 9 luglio 1994     | 67  | 6  | Real Sociedad                |  |  |
|  | D | Sheldon Bateau      | 29 gennaio 1991   | 62  | 5  | KSK Beveren                  |  |  |
|  | D | Noah Powder         | 27 ottobre 1998   | 31  | 2  | Westchester Flames           |  |  |
|  | D | Andre Raymond       | 9 novembre 2000   | 17  | 0  | Dunfermline                  |  |  |
|  | D | Josiah Trimmingham  | 14 dicembre 1996  | 13  | 1  | Montego Bay Utd              |  |  |
|  | D | Isaiah Garcia       | 22 aprile 1998    | 10  | 0  | Defence Force                |  |  |
|  | D | Darnell Hospedales  | 13 marzo 1999     | 6   | 0  | Montego Bay Utd              |  |  |
|  | D | Rio Cardines        | 7 gennaio 2006    | 5   | 0  | Crystal Palace               |  |  |
|  |   |                     |                   |     |    |                              |  |  |
|  | C | Andre Rampersad     | 2 febbraio 1995   | 24  | 1  | HFX Wanderers                |  |  |
|  | C | Daniel Phillips     | 18 gennaio 2001   | 21  | 0  | Stevenage                    |  |  |
|  | C | Nathaniel James     | 17 giugno 2004    | 17  | 5  | Portland Hearts of Pine      |  |  |
|  | C | Real Gill           | 23 gennaio 2003   | 16  | 2  | Huntsville City              |  |  |
|  | C | Ajani Fortune       | 30 dicembre 2002  | 14  | 2  | Atlanta United               |  |  |
|  | C | Steffen Yeates      | 4 gennaio 2000    | 10  | 1  | York Utd                     |  |  |
|  | C | Wayne Frederick     | 13 giugno 2004    | 2   | 0  | York Utd                     |  |  |
|  |   |                     |                   |     |    |                              |  |  |
|  | A | Kevin Molino        | 17 giugno 1990    | 71  | 26 | Defence Force                |  |  |
|  | A | Levi García         | 29 novembre 1997  | 49  | 10 | Spartak Mosca                |  |  |
|  | A | Isaiah Lee          | 21 settembre 1999 | 15  | 3  | La Horquetta Rangers         |  |  |
|  | A | Kaihim Thomas       | 8 febbraio 2003   | 10  | 0  | Defence Force                |  |  |
|  | A | Dante Sealy         | 4 aprile 2003     | 5   | 3  | FC Montréal                  |  |  |
|  | A | Tyrese Spicer       | 4 dicembre 2000   | 5   | 0  | Toronto FC                   |  |  |
|  | A | Isaiah Leacock      | 11 novembre 1999  | 2   | 1  | Defence Force                |  |  |

## Record individuali
Record aggiornati al 22 giugno 2025.
- In grassetto i giocatori ancora in attività con la maglia della nazionale.

### Record presenze
| Pos. | Giocatore        | Presenze | Reti | Periodo   |
| ---- | ---------------- | -------- | ---- | --------- |
| 1    | Angus Eve        | 117      | 34   | 1994-2005 |
| 2    | Stern John       | 115      | 70   | 1995-2011 |
| 3    | Marvin Andrews   | 103      | 10   | 1996-2009 |
| 4    | Joevin Jones     | 102      | 14   | 2010-     |
| 5    | Marvin Phillip   | 100      | 0    | 2007-     |
| 6    | Densill Theobald | 99       | 2    | 2002-2013 |
| 7    | Carlos Edwards   | 96       | 4    | 1999-2017 |
| 8    | Khaleem Hyland   | 94       | 5    | 2008-2021 |
| 9    | Kenwyne Jones    | 91       | 23   | 2003-2017 |
| 10   | Dennis Lawrence  | 89       | 5    | 2000-2010 |

### Record reti
| Pos. | Giocatore      | Reti | Presenze | Periodo   |
| ---- | -------------- | ---- | -------- | --------- |
| 1    | Stern John     | 70   | 115      | 1995-2011 |
| 2    | Angus Eve      | 34   | 117      | 1994-2005 |
| 3    | Russell Latapy | 29   | 81       | 1988-2009 |
| 4    | Arnold Dwarika | 28   | 73       | 1993-2009 |
| 5    | Kevin Molino   | 26   | 71       | 2010-     |
| 6    | Cornell Glen   | 24   | 71       | 2002-2017 |
| 7    | Kenwyne Jones  | 23   | 91       | 2003-2017 |
| 8    | Nigel Pierre   | 22   | 58       | 1999-2005 |
| 9    | Leonson Lewis  | 21   | 31       | 1988-1996 |
| 10   | Dwight Yorke   | 19   | 72       | 1989-2009 |

## Commissari tecnici

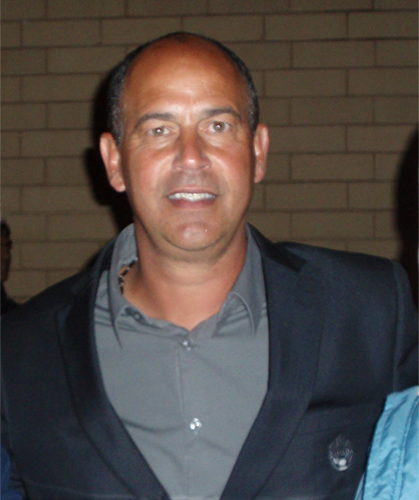
Stephen Hart, commissario tecnico della nazionale trinidadiana dal 2013 al 2016.

- George Chambers (1964)
- Amerigo Brunner (1965–1966)
- Conrad Braithwaite (1965–1967)
- Michael Laing (1968)
- Trevor Smith (1969)
- Kevin Verity (1972–1973)
- Edgar Vidale (1976)
- Alvin Corneal (1980)
- Kenneth Butcher (1980)
- Roderick Warner (1984–1985)
- Everald Cummings (1988–1989)
- Kenwyn Cooper (1989)
- Alvin Corneal (1990)
- Edgar Vidale (1990–1991)
- Muhammad Isa (1992)
- Clovis D'Oliviera (1992)
- Everald Cummings (1993)
- Kenny Joseph (1994, 1996)
- Zoran Vraneš (1994–1996)
- Sebastian de Araújo (1996)
- Edgar Vidale (1997)
- Bertille St. Clair (1997–2000)
- Ian Porterfield (2000–2001)
- René Simões (2001–2002)
- Clayton Morris (2002)
- Hannibal Najjar (2002–2003)
- Zoran Vraneš (2003)
- Stuart Charles-Fevrier (2003)
- Ron La Forest (2004)
- Bertille St. Clair (2004–2005)
- Leo Beenhakker (2005–2006)
- Wim Rijsbergen (2006–2007)
- Anton Corneal (2008)
- Francisco Maturana (2008–2009)
- Russell Latapy (2009–2011)
- Otto Pfister (2011–2012)
- Hutson Charles (2012–2013)
- Jamaal Shabazz (2012–2013)
- Stephen Hart (2013–2016)
- Tom Saintfiet (2016-2017)
- Dennis Lawrence (2017-2019)
- Terry Fenwick (2020-2021)
- Angus Eve (2021-)